# Bone : La Grande Course
Bone : La Grande Course (Bone: The Great Cow Race) est le deuxième jeu vidéo de la série de jeux d'aventure basée sur la bande dessinée Bone créée par Telltale Games. Le jeu a été réalisé en avril 2006 après environ sept mois de production. Il s'agit de l'adaptation du deuxième tome du comics de Jeff Smith qui raconte les aventures de Fone Bone et de ses deux cousins : Phoney Bone et Smiley Bone.

## Synopsis
Le jeu démarre à la suite de Bone : La Forêt sans retour avec les cousins Bone arrivant à Barrel Haven juste à temps pour la foire de Printemps et la course annuelle de vaches. Le joueur va diriger alternativement les trois cousins (un peu comme dans Maniac Mansion ou Maniac Mansion: Day of the Tentacle) : Fone cherchant un moyen d'impressionner Thorn dont il est amoureux, Phoney cherchant un moyen de se faire de l'argent en gagnant la grande course annuelle et Smiley qui va participer à la course, influencé par son cousin Phoney...

## Système de jeu
Le jeu, entièrement en 3D, reste un jeu en pointer-et-cliquer à la souris. Les actions à mener se font par un simple clic gauche. Il n'y a pas de fonction "parler", "prendre" ou "utiliser". L'action la plus logique est réalisée : Si on clique sur une personne, on lui parle. Si on clique sur un objet, on obtient sa description et le personnage le prend s'il est utile.
L'inventaire est représenté par un sac à dos. Il n'est cependant pas possible de combiner des objets de l'inventaire entre eux, mais uniquement avec les éléments du décor.
Par rapport au premier jeu, la difficulté et la durée de vie ont été revues à la hausse. Le jeu est également moins linéaire du fait de pouvoir passer d'un personnage à un autre si on bloque sur une énigme. Il reste cependant assez facile et toujours pour un public jeune.

## Bande-son
La bande originale du jeu a été composée par Jared Emerson-Johnson (de Bay Area Sound).

## Accueil
- Adventure Gamers : 4/5[1]